# David Coote
David Coote (Newark-on-Trent, 11 juli 1982) is een Engels voormalig voetbalscheidsrechter. Hij was in dienst van FIFA en UEFA tussen 2020 en 2022. Ook leidt hij van 2018 tot 2024 wedstrijden in de Premier League.
Op 28 april 2018 leidde Coote zijn eerste wedstrijd in de Engelse nationale competitie. Tijdens het duel tussen Newcastle United en West Bromwich Albion (0–1) trok de leidsman viermaal de gele kaart. Zijn eerste interland floot hij op 8 september 2020, toen Armenië met 2–0 won van Estland in een wedstrijd om de Nations League 2020/21. De doelpunten kwamen van Aleksandr Karapetjan en Wbeymar Angulo. Tijdens dit duel gaf Coote drie gele kaarten, aan de Armeniërs David Joertsjenko, Hovhannes Hambartsoemjan en Angulo.
In april 2024 werd hij gekozen als een van de videoscheidsrechters die actief zouden zijn op het EK 2024 in Duitsland.
Coote werd in november 2024 op non-actief gesteld door de Engelse voetbalbond nadat een video opdook waarin hij voormalig Liverpool-manager Jürgen Klopp beledigde. Later werd ook een gegeven gele kaart uit 2019 onderzocht, omdat de scheidsrechter het eerder met een vriend over het geven van die kaart zou hebben gehad. Begin december werd Coote ontslagen door de Engelse scheidsrechtersbond.

## Interlands
| Datum            | Plaats           | Wedstrijd           | Uitslag | Competitie             | Kreeg geel | Kreeg voor de tweede keer geel en dus rood | Weggestuurd |
| ---------------- | ---------------- | ------------------- | ------- | ---------------------- | ---------- | ------------------------------------------ | ----------- |
| 8 september 2020 | Jerevan, Armenië | Armenië – Estland   | 2 – 0   | Nations League 2020/21 | 3          | 0                                          | 0           |
| 26 maart 2022    | Gibraltar        | Gibraltar – Faeröer | 0 – 0   | Vriendschappelijk      | 5          | 0                                          | 0           |